# Felipe del Baño Fernández
Felipe del Baño Fernández (València, 4 de maig de 1967) és un advocat i polític valencià, diputat a les Corts Valencianes en la VI i VIII legislatures.

## Biografia
És llicenciat en dret i màster en Gestió Cultural. De 1996 a 2003 ha estat assessor del President de la Generalitat Valenciana i fou elegit diputat a les eleccions a les Corts Valencianes de 2003. Ha estat assessor de la Direcció General de Teatres de la Generalitat Valenciana i secretari de la Comissió d'Agricultura, Ramaderia i Pesca de les Corts Valencianes.
Fou escollit regidor de l'ajuntament de Sant Antoni de Benaixeve a les eleccions municipals espanyoles de 2007 i 2011. El setembre de 2014 deixà el càrrec per substituir a les Corts l'exconseller Juan Gabriel Cotino Ferrer.
El 2023 va ser triat pel nou govern del PP a la Generalitat per ser Comissionat per a la Lluita contra la Violència sobre la Dona, depenent de la conselleria de Serveis Socials, Igualtat i Habitatge dirigida per Susana Camarero.